# Rinsi
Rinsi – wieś w Estonii, w prowincji Sarema, w gminie Muhu.